# Київська міська клінічна офтальмологічна лікарня «Центр мікрохірургії ока»
Київська міська клінічна офтальмологічна лікарня «Центр мікрохірургії ока» (КМКОЛ «ЦМХО») організована у 1988 році за ініціативою члена-кореспондента НАН та АМН України, доктора медичних наук професора Сергієнка Миколи Марковича, який і став її науковим керівником.

## Історія
Для активізації роботи по впровадженню новітніх медичних технологій в Україні у м. Києві у 1979 році була створена фото-оптико-механічна лабораторія в структурі Київської міської клінічної лікарні №6 «Медмістечко», яка займалася розробкою та впровадженням нових моделей штучних кришталиків, у 1980 році Міністерство охорони здоров’я та Держпланом УРСР були виділені цільові кошти на виконання науково-дослідної роботи: «Розробка та впровадження імплантації штучних кришталиків в Україні», на основі моделі кришталика, запропонованої професором М.М.Сергієнко. Завдяки цьому, в Київському науково-дослідному інституті клінічної та експериментальної хірургії був створений відділ мікрохірургії ока. У відділі працювали З. Ф. Веселовська, О. З. Ставнічук, А. Я. Пішель та інші. Керівник проєкту — професор М. М. Сергієнко. За 7 років роботи проведено численні дослідження, розроблені нові моделі штучних кришталиків, підготовлена необхідна технічна документація, проведені дослідні операції в клініці акад. С. М. Федорова (м. Москва) по видаленню катаракти та імплантації створених моделей штучних кришталиків. Отримано в 1987 році дозвіл МОЗ СРСР на широке використання українських моделей штучних кришталиків в клінічній практиці.
За успішне виконання комплексного науково-дослідного проекту його авторський колектив (М.М. Сергієнко, З. Ф. Веселовська, О. З. Ставнічук, А. Я. Пішель, І. М. Логай) у 1988 році нагороджені Державною премією України в галузі науки та техніки. Проведено роботу та створено умови (Наказ МОЗ, демонстраційні операції, короткотермінові курси стажування лікарів) для широкого впровадження операцій імплантації штучного кришталика в офтальмологічних закладах України.
У 1988 році завершено будівництво клінічної офтальмологічної лікарні «Центр мікрохірургії ока» на 180 ліжок, яка за кількістю щорічних операцій стала безумовним лідером в Україні. У лікарні було створено шість спеціалізованих відділень. У кінці 80-х років відбувається значне укріплення бази клініки за рахунок створення спеціалізованої офтальмологічної поліклініки, по вул. Метробудівській, 12. З 1996 року в КМКОЛ «Центр мікрохірургії ока» організовано відділення лазерних методів лікування ока, у 2002 році на його базі відкрито науково – практичний центр лазерних методів лікування ока. У 2002 році в клініці організовано відділення амбулаторної хірургії «одного дня», як зразок організації офтальмохірургічної служби у майбутньому, де клінічну та наукову роботу очолює професор Юрій Миколайович Кондратенко. Кількість оперативних втручань в клініці виросла до 20 тисяч за рік. Запровадження нових технологій дозволило знизити середній ліжко-день до 2.3 (по країні 6.7). За тиждень в клініці оперується понад 500 хворих, з яких тільки половина кияни. В лікарні проводиться хірургічне лікування всіх захворювань органа зору. Рівень хірургії катаракти виріс до світового рівня. Проведення майстер-класів так званої «живої хірургії» за участю, без перебільшення можна сказати, кращих офтальмохірургів світу, наприклад, доктора Ф. Крузафона (Франція), Акахоші (Японія) показало, що наші українські фахівці працюють на рівні світових стандартів.
Центр мікрохірургії ока є базою кафедри офтальмології Національної медичної академії післядипломної освіти імені Шупика. Підрозділами клініки керують провідні наукові фахівці, крім того низка лікарів клініки мають наукові вчені ступені.
Основний напрямок наукових досліджень КМКОЛ «Центр мікрохірургії ока» – розробка нових методів екстракції катаракти та імплантації штучних кришталиків, на які одержано біля двадцяти авторських свідоцтв. З 1998 року у м. Києві налагоджено виробництво вітчизняних штучних кришталиків, спільне українсько-американське підприємство (біля 20 тисяч  щорічно). На кафедрі офтальмології НМАПО імені П.Л.Шупика пройшли підготовку з імплантації штучних кришталиків офтальмологи провідних клінік України та інших сусідніх держав – Росії, Молдови, Білорусі, Латвії, Естонії, Казахстану, Таджикистану. Статистичні дані продемонстрували значне падіння інвалідності з приводу катаракти в Україні, що свідчило про суттєвий соціальній ефект застосування інтраокулярної корекції афакії.
Член-кореспондент НАН та НАМН України, професор М. М. Сергієнко багаторазово виступав з доповідями на міжнародних конгресах і проводив показові операції з імплантації штучних кришталиків в університетських клініках Белграда, Загреба, Банья-Луки, Будапешта.
В 1988-2015 роках КМКОЛ «Центр мікрохірургії ока» очолював головний лікар, заслужений лікар України, головний офтальмолог МОЗ України, професор Риков С. О. Який з 2009 року по теперішній час також очолює кафедру офтальмології НМАПО імені П. Л. Шупика. Професор С. О. Риков автор понад 400 наукових праць, підручників, довідників, методичних рекомендацій та посібників з сучасної офтальмології, які відомі в Україні та за її межами. На сьогодні, з лютого 2015 року «Центр мікрохірургії ока» очолює Денисюк Любов Ігорівна.
Про науковий авторитет КМКОЛ «Центр мікрохірургії ока» говорить регулярна організація на його базі міжнародних конференцій. Виходячи з потреб сьогодення клініка тісно співпрацює з іноземними партнерами. На сьогоднішній час Київська міська клінічна офтальмологічна лікарня «Центр мікрохірургії ока» розвивається видатними учнями. Основними  науковими напрямками КМКОЛ «Центр мікрохірургії ока» були і залишаються — дослідження етіології та патогенезу захворювань органа зору, діагностика і лікування аномалій рефракції, катаракти, глаукоми, захворювань сітківки тощо. Київський школі належать фундаментальні наукові дослідження з питань патогістології органа зору і мікрохірургічних методів лікування його захворювань.
Завдяки розвитку офтальмологічної школи КМКОЛ «Центр мікрохірургії ока» в Києві став можливим і розвиток мережі офтальмологічної служби, в якій працюють висококваліфіковані лікарі-офтальмологи, використовуються високоінформативні методи діагностики і найбільш ефективні методи лікування. Завдяки цьому значно знизились рівні загальної і дитячої сліпоти, сліпоти внаслідок більм, відшарувань сітківки, катаракти і глаукоми.
Як показує історичний досвід, лікарям офтальмологам КМКОЛ «Центр мікрохірургії ока» неодноразово приходилось для виконання своїх цілей працювати в складних і несприятливих соціальних умовах, але вони не тільки добре виконували поставлені перед ними завдання, а і були взірцем для всієї світової офтальмології. Київське Товариство офтальмологів має всі передумови для подальшого розвитку і прогресу, а історичний досвід допоможе уникнути помилок і більш ефективно і цілеспрямовано використовувати існуючі ресурси для подолання сліпоти і захворювань органа зору серед населення України, забезпечивши сталий прогресивний розвиток української нації сьогодні і в майбутньому. [Архівовано 9 Лютого 2017 у Wayback Machine.]

## Очільники
Головні лікарі — Риков Сергій Олександрович (1987 — 2015), Денисюк Любов Ігорівна (2015  — )
До складу КМКОЛ «ЦМХО» входить:
- стаціонар потужністю 225 ліжок;
- поліклініка для дорослих з амбулаторним оперблоком;
- дитяча консультативна поліклініка.

Поліклінічні відділення розташовані в орендованих приміщеннях:
- поліклініка для дорослих — вул. Метробудівельна, 12;
- дитяча поліклініка — вул. Стражеска, 6-а.

Пропускна спроможність дорослої поліклініки — 235 відвідувань в зміну; дитячої — 50. Щороку більше 200 операцій з рефракційної хірургії виконуються амбулаторно.